# イヴ・クウェラー
イヴ・ラビン・クウェラー（Eve Rabin Queler、1931年1月11日 - ）は、アメリカ合衆国の女性指揮者。イヴ・クエラー、イヴ・ケラーとも。

## 来歴
1931年、ニューヨーク市にイヴ・ラビン（Eve Rabin）として生まれ、5歳からピアノを弾き始める。ハイスクール・オブ・ミュージック・アンド・アートへ入学し、1948年に卒業。マネス音楽大学に進んでピアノと指揮を学んだ。さらにマーサ・ベアード・ロックフェラー基金（Martha Baird Rockefeller Fund）の補助を受けてジョーゼフ・ローゼンストックに指揮を、ポール・ウラノフスキとポール・バール (Paul Berl) に伴奏法を師事。またセントルイスにおいてワルター・ジュスキントやレナード・スラットキンに、ヨーロッパではイーゴリ・マルケヴィチやヘルベルト・ブロムシュテットに学ぶ。
メトロポリタン歌劇場の練習ピアニストやニューヨーク・シティ・オペラの副指揮者を経て、1971年にクウェラーは演奏会形式のオペラ上演を専門に行うオペラ・オーケストラ・オブ・ニューヨークを設立し、自ら音楽監督となる。このオーケストラは特にリヒャルト・ワーグナーの『リエンツィ』やレオシュ・ヤナーチェクの『イェヌーファ』、リヒャルト・シュトラウスの『グントラム』といった演奏機会の少ない作品を取り上げるほか、ジャコモ・プッチーニの『エドガール』、ベドルジハ・スメタナの『リブシェ』など多くの作品のアメリカ初演を行った。
オペラ・オーケストラ・オブ・ニューヨークの活動を主としてきたが、その他にもマリインスキー劇場、オーストラリア・オペラ、ハンブルク州立歌劇場（Hamburgische Staatsoper）、プラハ国立歌劇場、フランクフルト歌劇場、フィラデルフィア管弦楽団やモントリオール交響楽団（どちらも女性指揮者との共演は初めてだった）、クリーヴランド管弦楽団、ホノルル交響楽団など多くの歌劇団や管弦楽団に客演し、国際的に活動している。また、学術的な音楽誌に複数の論文が掲載されているほか、ガエターノ・ドニゼッティのオペラ3作の校訂も行った。
2002年にフランス文化省芸術文化勲章シュヴァリエを授与され、2010年、国立芸術基金（National Endowment for the Arts）のオペラ名誉賞（Opera Honors Award）を受賞。2011年にオペラ・オーケストラ・オブ・ニューヨークの音楽監督を退き、同団の桂冠指揮者となった。